# ورزشگاه آکر
ورزشگاه آکر (به لاتین: Aker Stadion) یک ورزشگاه فوتبال در نروژ است که در Reknes واقع شده‌است.